# Lindau
Lindau (formellt Lindau (Bodensee)) är en stad i Landkreis Lindau i Regierungsbezirk Schwaben i förbundslandet Bayern i Tyskland

## Geografi

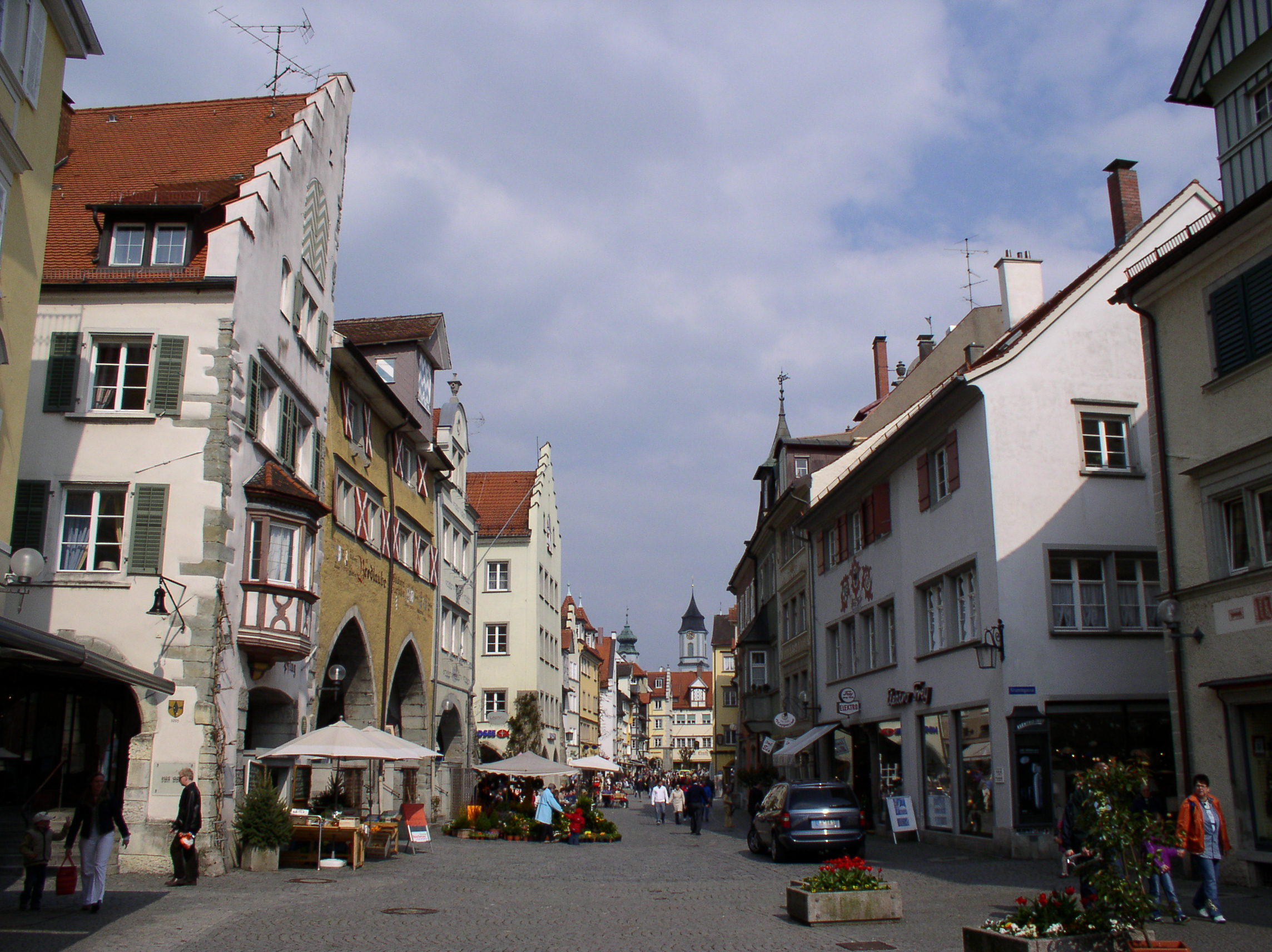
Stadens centrum.

Distriktet är belägen vid östra delen av Bodensjön, nära Österrike och Schweiz. Folkmängden uppgår till cirka 26 000 invånare.
Lindau ligger 10 km norr om Bregenz och 160 km sydväst om München. Lindaus stadskärna ligger på en ö i Bodensjön. Till ön tar man sig antingen med tåg eller via bron "Seebrücke".